# 董訢
董 訢（とう きん、生没年不詳）は、中国の後漢時代初期の武将。荊州南陽郡葉県方城付近にある堵郷の人。

## 事跡
| 姓名           | 董訢           |
| 時代           | 後漢時代       |
| 生没年         | 〔不詳〕       |
| 字・別号       | 〔不詳〕       |
| 本貫・出身地等 | 荊州南陽郡葉県 |
| 職官           | 〔不詳〕       |
| 爵位・号等     | -              |
| 陣営・所属等   | 〔独立勢力〕   |
| 家族・一族     | 〔不詳〕       |

新末後漢初の群雄の一人だが、出身階層や初期の経歴等の詳細は不詳である。
建武2年（26年）、董訢は宛（南陽郡）で漢に叛逆し、南陽太守劉驎を捕虜として立て籠もった。この時、漢の揚化将軍堅鐔が右将軍萬脩ととも南陽平定に従事していたが、堅鐔は決死隊を組織し、夜に自ら宛城内に斬り込んでこれを陥落させた。董訢は故郷の堵郷に逃げ戻っている。
しかし、この時、宛へ向かっていた漢の大司馬呉漢が途中で略奪を働き、故郷の新野（南陽郡）まで荒らされた漢の破虜将軍鄧奉が育陽（南陽郡）で叛逆し、呉漢を撃破した。董訢は鄧奉と同盟して、堅鐔を南北から挟撃、包囲し、1年に渡って困窮させたが、堅鐔は最後まで屈せず戦い抜いている。
同年11月、光武帝は廷尉岑彭を征南大将軍に任命し、8人の将軍を率いさせて董訢を攻撃してくる。そこへ鄧奉が董訢の救援にかけつけ、岑彭以下の漢将を大いに苦戦させた。しかしこれにより、建武3年（27年）3月、ついに光武帝が親征してくる。董訢は別働隊を派遣してそれを阻もうとしたが、岑彭により別働隊は葉県で撃破されてしまう。光武帝が堵陽に到達すると、鄧奉は育陽へ逃走したが、董訢は降伏した。
この後、董訢がどのように処分されたかは不明である。